# The Winds of Dune
The Winds of Dune este un roman science fiction scris de  Brian Herbert și Kevin J. Anderson, localizat în Universul Dune, creat de Frank Herbert. Lansat pe 4 august 2009, este a doua carte din seria de romane intermediare din Seriea Dune și are ca element central perioadele scurse între romanele originale ale lui Frank Herbert Dune (roman) și Copii Dunei.
Înainte de publicare, titlul inițial anunțat a fost Jessica of Dune

## Intriga
Romanul începe cu revenirea Doamnei Jessica pe Arrakis, urmărind dispariția fiulul său Paul Atreides. Conform obieceiului fremen a plecat îm deșert să moară, după ce a fost orbit de o explozie atomică. De asemena este povestită relația de prietenie între Paul Atreides și Bronso Vernius.